# Ashok Kumar
Kumudlal Ganguly (Bhagalpur, 13 de octubre de 1911-Bombay, 10 de diciembre de 2001), más conocido por su nombre artístico Ashok Kumar, fue un actor de cine indio que alcanzó un estatus icónico en la industria como miembro de la familia cinematográfica Ganguly. Fue reconocido en 1988 con el Premio Dadasaheb Phalke, el galardón cinematográfico más importante otorgado por el Gobierno de la India, y también recibió el Premio Padma Bhushan en 1999 por sus contribuciones al cine del país asiático. Era considerado uno de los mejores actores de la historia de la India y reconocido por interpretar papeles protagónicos y antagónicos con igual suficiencia.

## Biografía

### Primeros años
Conocido como Dadamoni, apodo cariñoso que suelen recibir los hermanos mayores, Kumudlal Ganguly nació en la ciudad de Bhagalpur y se formó académicamente en derecho en la Escuela Superior de la Presidencia de la Universidad de Calcuta. Sin embargo, su deseo era vincularse al mundo cinematográfico. Aunque su padre quería que se convirtiera en abogado, Kumudlal no pudo aprobar sus exámenes y decidió irse a vivir con su hermana en Bombay durante unos meses, hasta que los exámenes se celebraran nuevamente. Recomendado por la pareja de su hermana, se vinculó profesionalmente con Bombay Talkies, un estudio pionero del cine indio.

### Carrera
En Bombay Talkies trabajó como asistente de laboratorio durante cinco años y en 1936 debutó como actor en el largometraje Jeevan Naiya del director Franz Osten y producida por Bombay Talkies. A partir de entonces apareció en varias producciones cinematográficas con la primera actriz Devika Rani, creando una de las parejas más reconocidas en la historia del cine indio. En la década de 1940 registró su época de mayor popularidad y reconocimiento, manteniendo el estatus en las décadas de 1950 y 1960 con gran cantidad de apariciones en producciones cinematográficas en su país.
En las décadas de 1980 y 1990 su presencia en el cine indio empezó a escasear, aunque protagonizó algunos filmes y registró apariciones en series de televisión, entre las que destacan Hum Log y Bahadur Shah Zafar. El último papel de Ashok Kumar en una película india se presentó en 1997 en el filme Aankhon Mein Tum Ho. En total, protagonizó más de 275 películas y participó en más de treinta series de televisión en idioma bengalí.

### Fallecimiento y legado
Ashok Kumar murió a los noventa años en Bombay el 10 de diciembre de 2001 a causa de un paro cardíaco en su residencia de Chembur. El entonces Primer Ministro Atal Bihari Vajpayee lo describió como "una inspiración para muchas generaciones de aspirantes a actores". Kumar es ampliamente considerado como un pionero que introdujo la actuación natural en el cine hindi. Fue la primera superestrella del cine de la India, así como el primer actor principal en interpretar a un antihéroe. También se convirtió en la primera estrella que se reinventó a sí mismo, disfrutando de una larga y exitosa carrera como actor de personajes. Durante su trayectoria obtuvo premios y reconocimientos en diversos eventos como los Premios Filmfare, los Premios Nacionales de Cine y el Premio Dadasaheb Phalke, entre otros.

## Filmografía seleccionada
- Jeevan Naiya (1936)
- Achhut Kanya (1936)
- Janmabhoomi (1936)
- Bandhan (1939)
- Jhoola (1941)
- Anjaan (1941)
- Kismet (1943)
- Humayun (1945)
- Mahal (1949)
- Parineeta (1953)
- Bhai-Bhai (1956)
- Chalti Ka Naam Gaadi (1958)
- Howrah Bridge (1958)
- Kanoon (1960)
- Dharmputra (1961)
- Ummeed (1962)
- Mere Mehboobn(1963)
- Grahasti (1963)
- Gumraah (1963)
- Chitralekha (1964)
- Mamta (1966)
- Hatey Bazarey (1967)
- Jewel Thief (1967)
- Aabroo (1968)
- Aashirwad (1968)
- Intaquam (1969)
- Victoria No. 203 (1972)
- Chhoti Si Baat (1975)
- Mili (1975)
- Anand Ashram(1977)
- Safed Jhooth(1977)
- Khatta Meetha (1978)
- Khoobsurat (1980)
- Shaukeen (1982)
- Bhago Bhut Aaya (1985)
- Mr. India (1987)
- Sangram (1993)
- Mera Damad (1995)
- Beqabu (1996)